# ميكي يونغ
ميكي يونغ (بالإنجليزية: Micky Young)‏ هو لاعب اتحاد الرغبي بريطاني، ولد في 31 ديسمبر 1988 في هارتلبول في المملكة المتحدة.